# Gaston Gingras
Pour les articles homonymes, voir Gingras.
Gaston Gingras, (né le 13 février 1959 à Témiscaming au Québec, Canada) est un défenseur qui a joué dans la Ligue nationale de hockey de 1979 à 1989.

## Biographie
Repêché en deuxième ronde 1979 par les Canadiens de Montréal, Gingras a porté les couleurs de cette équipe pendant plusieurs saisons dans la LNH, y faisant deux séjours : de 1979 à 1982, puis de 1985 à 1988. Il a aussi joué pour les Maple Leafs de Toronto et les Blues de Saint-Louis, avec qui il a complété sa carrière. Avant de jouer dans la LNH, il a fait partie des Bulls de Birmingham de l'Association mondiale de hockey pendant une saison.
Le 17 décembre 1982, Gingras est échangé aux Maple Leafs de Toronto contre un choix de deuxième ronde. Les Canadiens utiliseront ce choix pour sélectionner Benoît Brunet. Le 14 février 1985, les Maple Leafs changent d'idée et échangent Gingras aux Canadiens de Montréal en retour de Larry Landon, un joueur de hockey.
Les Canadiens échangent Gaston Gingras le 13 octobre 1987 aux Blues de Saint-Louis pour Larry Trader.
Gingras a remporté la Coupe Stanley avec Montréal en 1986. Il était reconnu pour la puissance de son lancer frappé de la gauche et pour des compétitions de moustache avec ses coéquipiers Mike McPhee et Larry Robinson. Il s'est distingué en utilisant deux patins pour évoluer sa carrière. Il n'a jamais joué dans une publicité de Brault et Martineault, malgré plusieurs rumeurs en ce sens[réf. nécessaire].
Aujourd'hui, Gaston Gingras apparaît régulièrement dans des parties d'anciens joueurs de la LNH. L'ancien défenseur du Tricolore dirige également des écoles de hockey au Nunavik où il s'implique positivement auprès des jeunes Inuits du Canada. Gaston Gingras a récolté 61 buts, 174 passes et 235 points en 476 parties dans la Ligue nationale de hockey.

## Statistiques
| Saison     | Équipe                          | Ligue      |     | Saison régulière | Saison régulière | Saison régulière | Saison régulière | Saison régulière |   | Séries éliminatoires | Séries éliminatoires | Séries éliminatoires | Séries éliminatoires | Séries éliminatoires |
| Saison     | Équipe                          | Ligue      | PJ  | B                | A                | Pts              | Pun              | PJ               | B | A                    | Pts                  | Pun                  |                      |                      |
| 1974-1975  | Trappers de North Bay           | LHJO       | 41  | 11               | 27               | 38               | 74               | -                | - | -                    | -                    | -                    |                      |                      |
| 1975-1976  | Rangers de Kitchener            | AHO        | 66  | 13               | 31               | 44               | 94               | 8                | 3 | 3                    | 6                    | 7                    |                      |                      |
| 1976-1977  | Rangers de Kitchener            | LHO        | 59  | 13               | 62               | 75               | 134              | 3                | 0 | 1                    | 1                    | 6                    |                      |                      |
| 1977-1978  | Rangers de Kitchener            | LHO        | 32  | 13               | 24               | 37               | 31               | -                | - | -                    | -                    | -                    |                      |                      |
| 1977-1978  | Fincups de Hamilton             | LHO        | 29  | 11               | 19               | 30               | 37               | 15               | 3 | 11                   | 14                   | 13                   |                      |                      |
| 1978-1979  | Bulls de Birmingham             | AMH        | 60  | 13               | 21               | 34               | 35               | -                | - | -                    | -                    | -                    |                      |                      |
| 1979-1980  | Voyageurs de la Nouvelle-Écosse | LAH        | 30  | 11               | 27               | 38               | 17               | -                | - | -                    | -                    | -                    |                      |                      |
| 1979-1980  | Canadiens de Montréal           | LNH        | 34  | 3                | 7                | 10               | 18               | 10               | 1 | 6                    | 7                    | 8                    |                      |                      |
| 1980-1981  | Canadiens de Montréal           | LNH        | 55  | 5                | 16               | 2                | 22               | 1                | 1 | 0                    | 1                    | 0                    |                      |                      |
| 1981-1982  | Canadiens de Montréal           | LNH        | 34  | 6                | 18               | 24               | 28               | 5                | 0 | 1                    | 1                    | 0                    |                      |                      |
| 1982-1983  | Canadiens de Montréal           | LNH        | 22  | 1                | 8                | 9                | 8                | -                | - | -                    | -                    | -                    |                      |                      |
| 1982-1983  | Maple Leafs de Toronto          | LNH        | 45  | 10               | 18               | 28               | 10               | 3                | 1 | 2                    | 3                    | 2                    |                      |                      |
| 1983-1984  | Maple Leafs de Toronto          | LNH        | 59  | 7                | 20               | 27               | 16               | -                | - | -                    | -                    | -                    |                      |                      |
| 1984-1985  | Maple Leafs de Toronto          | LNH        | 5   | 0                | 2                | 2                | 0                | -                | - | -                    | -                    | -                    |                      |                      |
| 1984-1985  | Saints de Saint Catharines      | LAH        | 36  | 7                | 12               | 19               | 13               | -                | - | -                    | -                    | -                    |                      |                      |
| 1984-1985  | Canadiens de Sherbrooke         | LAH        | 21  | 3                | 14               | 17               | 6                | 17               | 5 | 4                    | 9                    | 4                    |                      |                      |
| 1985-1986  | Canadiens de Montréal           | LNH        | 34  | 8                | 18               | 26               | 12               | 11               | 2 | 3                    | 5                    | 4                    |                      |                      |
| 1985-1986  | Canadiens de Sherbrooke         | LAH        | 42  | 11               | 20               | 31               | 14               | -                | - | -                    | -                    | -                    |                      |                      |
| 1986-1987  | Canadiens de Montréal           | LNH        | 66  | 11               | 34               | 45               | 21               | 5                | 0 | 2                    | 2                    | 0                    |                      |                      |
| 1987-1988  | Canadiens de Montréal           | LNH        | 2   | 0                | 1                | 1                | 2                | -                | - | -                    | -                    | -                    |                      |                      |
| 1987-1988  | Blues de Saint-Louis            | LNH        | 68  | 7                | 22               | 29               | 18               | 10               | 1 | 3                    | 4                    | 4                    |                      |                      |
| 1988-1989  | Blues de Saint-Louis            | LNH        | 52  | 3                | 10               | 13               | 6                | 7                | 0 | 1                    | 1                    | 2                    |                      |                      |
| 1989-1990  | Hockey Club Bienne              | LNA        | 36  | 17               | 23               | 40               | 20               | 6                | 3 | 3                    | 6                    | 2                    |                      |                      |
| 1990-1991  | Hockey Club Bienne              | LNA        | 13  | 1                | 6                | 7                | 13               | -                | - | -                    | -                    | -                    |                      |                      |
| 1991-1992  | Hockey Club Lugano              | LNA        | 36  | 10               | 19               | 29               | 20               | 2                | 0 | 0                    | 0                    | 0                    |                      |                      |
| 1992-1993  | Hockey Club Gherdeina           | Série A    | 19  | 3                | 24               | 27               | 16               | 3                | 1 | 3                    | 4                    | 4                    |                      |                      |
| 1992-1993  | Hockey Club Gherdeina           | Alpenliga  | 30  | 10               | 19               | 29               | 28               | -                | - | -                    | -                    | -                    |                      |                      |
| 1993-1994  | Hockey Club Gherdeina           | Série A    | 21  | 3                | 14               | 17               | 14               | 2                | 0 | 0                    | 0                    | 0                    |                      |                      |
| 1993-1994  | Hockey Club Gherdeina           | Alpenliga  | 27  | 5                | 15               | 20               | 6                | -                | - | -                    | -                    | -                    |                      |                      |
| 1994-1995  | Canadiens de Fredericton        | LAH        | 19  | 3                | 6                | 9                | 4                | 17               | 2 | 12                   | 14                   | 8                    |                      |                      |
| 1995-1996  | Canadiens de Fredericton        | LAH        | 39  | 2                | 21               | 23               | 18               | -                | - | -                    | -                    | -                    |                      |                      |
| 1998-1999  | Icebreakers de Chesapeake       | ECHL       | 5   | 0                | 4                | 4                | 6                | -                | - | -                    | -                    | -                    |                      |                      |
| Totaux LNH | Totaux LNH                      | Totaux LNH | 476 | 61               | 174              | 235              | 161              | 52               | 6 | 18                   | 24                   | 20                   |                      |                      |
| Totaux AMH | Totaux AMH                      | Totaux AMH | 60  | 13               | 21               | 34               | 35               | -                | - | -                    | -                    | -                    |                      |                      |

## Vie personnelle
Il est l'oncle de la patineuse artistique Jennifer Robinson.

## Trophées et distinctions

### Ligue américaine de hockey
- Il remporte la Coupe Calder avec les Canadiens de Sherbrooke en 1984-1985.